# Women of All Red Nations
Women of All Red Nations (W.A.R.N., Kobiety Wszystkich Czerwonych Narodów) – kobieca organizacja północnoamerykańskich Indianek ze Stanów Zjednoczonych, powstała w 1978 roku na fali ożywienia społecznego i akcji protestacyjnych tubylczych Amerykanów.

## Historia i działalność
Stworzyły ją młode Indianki (Winona LaDuke, Madonna Thunder Hawk, Lorelei DeCora, Phyllis Young) z ponad 30 plemion zaangażowane w działalność innych tubylczych organizacji, głównie założonego dekadę wcześniej przez Dennisa Banksa, George'a Mitchella i Mary Jane Wilson panindiańskiego Ruchu Indian Amerykańskich (AIM). W zdominowanym przez mężczyzn AIM, uwikłanym w procesy po okupacji Wounded Knee z 1973 roku i „incydencie w Oglala” z 1975 roku, część kobiet uznała, że ich możliwości są niewykorzystywane, a problemy niedoceniane i ignorowane (zarówno przez Indian, jak i przez władze). Dlatego postanowiły powołać odrębną organizację, która miała zająć się głównie problemami Indianek i innych dyskryminowanych kobiet z różnych grup mniejszościowych. Rozwijały tym samym idee i doświadczenia Janet McCloud, Myry Sohappy, Nilak Butler i innych kobiet zaangażowanych w tubylcze protesty i odrodzenie kulturowe od lat 60., np. podczas akcji w obronie tubylczych praw do połowów ryb na Północno-Zachodnim Wybrzeżu.
Działalność W.A.R.N. skupiała się w pierwszych latach na zwalczaniu sterylizacji w szpitalach publicznej i indiańskiej służby zdrowia (upubliczniając liczne przypadki przeprowadzania jej pod przymusem lub bez świadomej zgody pacjentek – dzięki temu ujawniono, że w przebadanych czterech z dwunastu okręgów indiańskiej służby zdrowia tylko w latach 1973–1976 sterylizacji poddano 3406 Indianek). Indiańskie działaczki protestowały też m.in. przeciw prowadzeniu prób jądrowych na tubylczych ziemiach i sprzedawaniu przez władze korporacjom wody z indiańskich rezerwatów (np. Pine Ridge), nawiązały współpracę z kobietami z tubylczych ludów Gwatemali i Nikaragui oraz kobiecymi organizacjami etnicznymi z USA (Asian Sisters, Hijas de Cuauhtemoc).
Chociaż organizacja skupia się na sprawach indiańskich kobiet, to od połowy lat 90. XX wieku, gdy poszczególne grupy lokalne W.A.R.N. zaczęły angażować się także w szersze działania, wśród jej oficjalnych celów znalazły się również takie, jak starania o ochronę tubylczych świętych miejsc i zabieganie o poszanowanie dla praw i godności indiańskich więźniów, o ich dostęp do rodzin, tradycyjnej kultury, obrzędów religijnych i duchowych doradców.
Chociaż szczytowy okres popularności W.A.R.N. przypadał na pierwsze lata istnienia organizacji, to na przełomie wieków pozostawała ona aktywna w rozmaitych kwestiach społecznych i etnicznych w USA. Indianki z W.A.R.N. uczestniczą w konferencjach i warsztatach, zabiegają o poprawę sytuacji w indiańskiej oświacie i służbie zdrowia, o prawa reprodukcyjne kobiet (w tym o kontrowersyjne w wielu tradycyjnych indiańskich kulturach prawo do aborcji), organizują się przeciwko nękającym tubylcze społeczności plagom alkoholizmu, narkomanii, AIDS i przemocy w rodzinie. Podobnie jak inne indiańskie organizacje (NCAI, AIM), przeciwstawiają się kulturowej eksploatacji i wypaczaniu wizerunku tubylczych kultur, domagają się przestrzegania indiańskich traktatów i ochrony środowiska w miejscach zamieszkanych przez Indian oraz – mimo różnic światopoglądowych i kulturowych – współpracują z innymi organizacjami feministycznymi i mniejszościowymi.